# Макеєв Олег Миколайович
Оле́г Микола́йович Маке́єв (12 лютого 1967, м. Запоріжжя, Українська РСР — 5 квітня 2015, с. Широкине, Волноваський район, Донецька область, Україна) — український військовослужбовець, старший солдат Збройних сил України, учасник російсько-української війни, позивний «Борода».

## Життєпис
Народився 1967 року в місті Запоріжжя. Навчався у школі № 83. Займався підприємництвом.

### Бойовий шлях
У зв'язку з російською збройною агресією проти України 6 вересня 2014 призваний за частковою мобілізацією як доброволець. Пройшов підготовку на коригувальника артилерійського вогню.
Старший солдат, навідник-радіотелефоніст 1-ї мінометної роти 37-го окремого мотопіхотного батальйону «Запоріжжя» (в/ч польова пошта В6266) 93-ї окремої механізованої бригади.
Виконував завдання з оборони міста Маріуполь та населених пунктів Приазов'я. Коригував мінометний вогонь підрозділів Нацгвардії «Азов», «Донбас» та інших.
Загинув 5 квітня 2015-го близько 10:55 поблизу села Широкине, — під час зміни позицій для покращення коригування вогню позашляховик з військовими підірвався на протитанковій міні. Внаслідок вибуху загинули старший лейтенант Дмитро Щербак («Пілот») і старший солдат Олег Макеєв, важких поранень дістав водій солдат Геннадій Замотаєв.
8 квітня з двома загиблими бійцями прощались у Запоріжжі. Похований на Першотравневому кладовищі міста.
Залишилися дружина та 25-річний син.

## Нагороди
- Указом Президента України № 311/2015 від 4 червня 2015 року, «за особисту мужність і високий професіоналізм, виявлені у захисті державного суверенітету та територіальної цілісності України, вірність військовій присязі», нагороджений орденом «За мужність» III ступеня (посмертно)[6].
- Розпорядженням голови Запорізької обласної ради від 28 листопада 2016 року № 466-н нагороджений орденом «За заслуги перед Запорізьким краєм» ІІІ ступеня (посмертно)[7].

## Вшанування пам'яті
28 квітня 2016 у Запоріжжі на фасаді будівлі Запорізької ЗОШ І-ІІІ ст. № 83 встановлено меморіальну дошку Олегу Макеєву.